# Millionäre bevorzugt
Millionäre bevorzugt ist eine US-amerikanische Filmkomödie von Jack Conway aus dem Jahr 1934. Der Film wurde am 3. August 1934 uraufgeführt. In Deutschland wurde der Film erstmals am 10. Oktober 1988 in einer Fernsehfassung in der ARD ausgestrahlt.

## Handlung
Eadie Chapman und Kitty Lenniham sind Freundinnen und auf dem Weg von Missouri nach New York. Eadie will aus der ländlichen Umgebung und dem Barbetrieb ihrer Mutter entfliehen, in dem sie als Tanzpartnerin ihres Stiefvaters auftreten soll. In New York finden beide Frauen auch gleich Arbeit als Chorsängerinnen. Schon bald werden sie gefragt, ob sie für den Millionär Frank Cousins Privatvorstellungen geben wollen.
Auf einer Feier bittet Frank den Selfmade-Millionär Paige um finanzielle Hilfe. Doch Paige verweigert die Hilfe, denn Frank hatte ihm vor langer Zeit seinen Lohn vorenthalten. Als Paige das Arbeitszimmer verlässt, schlüpft Eadie hinein. Sie flirtet mit Frank und zu ihrer Überraschung macht er ihr einen Antrag. Als Geschenk überreicht er ihr juwelenbesetzte Manschettenknöpfe. Als Eadie weg ist, begeht Frank Selbstmord. Nun wird Eadie des Diebstahls der Manschettenknöpfe verdächtigt. Als Paige ihr hilft, die Schmuckstücke vor der Polizei zu verstecken, wendet Eadie sich ihm zu. Paige wehrt Eadies Annäherungen ab und reist nach Palm Beach. Eadie und Kitty folgen ihm.
Eadie kommt ihn Paiges Büro in Palm Beach. Dort trifft sie auf Paiges Sohn Tom, doch Eadie glaubt nicht, dass Tom mit dem Millionär verwandt ist. Tom lädt Eadie und Kitty auf die Familienyacht ein. Dort stellt er sie seinem Vater vor. Eadie ist peinlich berührt und springt vor lauter Scham über Bord. Nun beginnt Tom um Eadie zu werben. Eadie will jedoch keine Affäre, sondern eine Hochzeit. Tom macht ihr einen Antrag und übergibt ihr ein Diamantarmband. Als Eadie das Geschenk jedoch nicht anlegt, wendet sich Tom an seinen Vater und gesteht ihm, von Eadie verwirrt zu sein. Paige schlägt ihm vor, Eadie in das Herrenhaus der Paiges einzuladen. Dort wird sie ihr wahres Gesicht zeigen.
Paige verlässt die Villa, um an einem Bankett teilzunehmen. Tom versucht, Eadie zu verführen, doch als Eadie bittet, dass er aufhört, ist er erschrocken. Er lässt Eadie gehen und erzählt seinem Vater, dass er nun Eadie heiraten will. Paige fragt einen Freund, des Bezirksstaatsanwalt, um Hilfe. Eadie wird in ihrem Appartement in einer kompromittierenden Situation mit einem fremden Mann fotografiert. Zudem wird sie nun wegen des Diebstahls von Franks Manschettenknöpfen verhaftet. Tom wendet sich von Eadie ab und plant, seinen Vater auf einer diplomatischen Mission zu begleiten. Charlie Turner, ein verheirateter Verehrer, hinterlegt die Kaution für Eadie, die nun freigelassen wird. Eadie begibt sich an Bord des Dampfers, mit dem Vater und Sohn Paige reisen. Nur mit ihrer Unterwäsche bekleidet lässt sie sich von Reportern in Paiges Kabine fotografieren.
Betrunken wendet Eadie sich Charlie zu. Ihre Freundin kommt hinzu, um zu verhindern, dass die beiden alleine sind. Tom taucht auf und gesteht ihr seine Liebe. Toms Vater erscheint ebenfalls und teilt mit, dass er Eadie vom Vorwurf des Diebstahls befreit habe. Sie sei unschuldig und mit Tom verheiratet. Um seinen Ruf zu retten und weil er von Eadies starkem Willen beeindruckt ist, hat er eine schnelle Hochzeit für das Paar arrangiert.

## Hintergrund
Der Film der MGM hatte Schätzungen zufolge ein Budget von 511.000 US-Dollar. Weltweit spielte er 1,1 Millionen US-Dollar ein. Gedreht wurde im US-Bundesstaat Florida.
Ursprünglich war Sam Wood als Regisseur vorgesehen. Die Geschichte des Films wurde jedoch von M.P.P.D.A., der gerade gegründeten Zensurbehörde (auch als Hays Office bekannt), beanstandet. Mit der Wendung, die die umgeschriebene Geschichte dann nahm, war Wood nicht einverstanden und er verließ das Projekt. Neuer Regisseur wurde Jack Conway. Der Film wurde von der Zensurbehörde insbesondere wegen Jean Harlow stark beanstandet. Die platinblonde Schauspielerin war auf dem Höhepunkt ihrer Karriere und galt mit ihrer Kollegin Mae West als Sexsymbol. Die Behörde kritisierte Harlows Talent, Sex mit Humor kombinieren zu können.
Kameramann Harold Rosson, zum Zeitpunkt der Dreharbeiten der Ehemann von Jean Harlow, wurde durch Ray June ersetzt. Für die Ausstattung war Cedric Gibbons zuständig, er wurde von Edwin B. Willis und A. Arnold Gillespie unterstützt. Toningenieur war Douglas Shearer.
In Österreich kam der Film 1935 unter dem Titel Ich bin nicht zu haben in den Verleih.

## Soundtrack
Folgende Stücke werden im Film gespielt:
- Born to Be Kissed von Arthur Schwartz und Howard Dietz
- Hot Dogs and Sasparilla von Walter G. Samuels und Leonard Whitcup
- Feelin’ High von Walter Donaldson und Howard Dietz
- I’ve Had My Moments von Walter Donaldson und Gus Kahn
- Thank You for a Lovely Evening von Jimmy McHugh und Dorothy Fields
- A Hundred Years from Today von Victor Young und Ned Washington
- Moonlight Waltz von Mitchell Parish, James Cavanaugh und Nat Simon

## Kritik
Das Lexikon des internationalen Films beschreibt den Film als eine „für ihre Entstehungszeit mitunter etwas frivole Komödie; allzu lässig inszeniert, so daß die Pointen sich kaum entfalten können.“